# Tytus, Romek i A’Tomek księga IX
Tytus, Romek i A’Tomek księga IX – dziewiąty kolejny komiks z serii Tytus, Romek i A’Tomek o przygodach trzech przyjaciół Tytusa, Romka i A’Tomka. 
Autorem scenariusza i rysunków jest Henryk Jerzy Chmielewski. Album ten ukazał się w roku 1974 nakładem Wydawnictwa Harcerskiego Horyzonty. W ramach oszczędności album był drukowany każdy arkusz tylko z jednej strony w kolorach, przez to kolejne strony książeczki są na przemian kolorowe i czarno-białe. Potocznie księga ta ma opis - Tytus na Dzikim Zachodzie. Na końcu książeczki umieszczono plan lekcji. Na stronie 12 jest całostronicowy kadr przedstawiający na pierwszym planie kowboja na koniu, gdzie można w miejsce twarzy jeźdźca wkleić swoje zdjęcie.

## Fabuła komiksu
Tytusowi udaje się kupić trzy bilety do kina na western pt. „Strzały znikąd”. Pod koniec seansu Tytus wskakuje do filmu, Romek i A’Tomek chcą podążyć za nim, lecz film się kończy. Chłopcy postanawiają wskoczyć do filmu na kolejnym seansie i tak czynią. Rozpoczynają poszukiwania kolegi, który przybył tu dwie godziny wcześniej. Na drzewie zauważają list gończy z podobizną Tytusa i nagrodą 1000 dolarów. Postanawiają go odnaleźć przed jego aresztowaniem; udają się do miasteczka Pif-Paf City. Tam po wielu perypetiach uciekają z Tytusem i wypychają go z filmu. Wtedy okazuje się, iż nie jest to prawdziwy Tytus, tylko ktoś bardzo do niego podobny. Chłopcy postanawiają ponownie wskoczyć do filmu. Tymczasem prawdziwy Tytus zażywa życia na dzikim zachodzie: udaje proroka w sekcie, wygrywa rodeo, najmuje się na ochroniarza pociągu i wreszcie odkrywa i kupuje kopalnię zegarków. Zakłada przedsiębiorstwo „Tik-Tak Tytus Company”, staje się bogatym przedsiębiorcą. Tymczasem Romek i A’Tomek, poszukując Tytusa, zostają oszukani przez poszukiwacza złota i ratują życie przypadkowemu człowiekowi. W końcu trafiają do Tytusa, porywają go, lecz podczas ucieczki sami zostają zakładnikami Indian. Dzięki fortelowi udaje im się oswobodzić z niewoli. Następnie znów muszą Tytusa oswobadzać, tym razem z miejskiego aresztu. W końcu to im się udaje i wyskakują razem z filmu. Okazuje się jednak, iż wyskoczyli z filmu w innym państwie. Gdy się dowiadują, iż to Trapezfik (Afryka Środkowa), Tytus pędzi odwiedzić swojego dziadka.

## Analiza
Krzysztof Grzegorzewski, analizując serię o Tytusie w kontekście analizy wpływu cenzury i propagandy na twórczość Chmielowskiego, zwrócił uwagę, że komiks "jest znakiem popularności westernów nadawanych w telewizji PRL w latach 70". 

## Wydania
- wydanie I 1974 - Wydawnictwo Harcerskie Horyzonty, nakład: 130 000 egzemplarzy
- wydanie II 1977 - Młodzieżowa Agencja Wydawnicza, nakład: 60 000 egzemplarzy
- wydanie III 1985 - Młodzieżowa Agencja Wydawnicza, nakład: 300 000 egzemplarzy
- wydanie IV (wydanie zbiorowe jako Złota księga przygód I) 2002 - Prószyński i S-ka, nakład: 13 000 egzemplarzy
- wydanie V 2009 - Prószyński Media